# Tri-ang Railways
A Tri-ang Railways, foi uma fábrica britânica de trens de brinquedo que iniciou suas operações em 1951, como parte das iniciativas comercias da Lines Bros Ltd, que detinha, na época, as seguintes marcas: Tri-ang, Minic, Pedigree e Frog.
A Tri-ang fabricou também, vários modelos de trens nas escalas: OO, HO e TT entre 1957 e 1967.
O império da Lines Bros entrou em colapso em 1971 e as empresas subsidiárias foram negociadas individualmente.
O estoque de modelos de ferromodelismo, então comercializados sob a marca Tri-ang Hornby, foram vendidos para o grupo Dunbee-Combex-Marx, mas os direitos sobre a marca, foram vendidos para outros.
Assim, a partir de 1 de janeiro de 1972, os modelos de ferromodelismo foram rebatizados para Hornby Railways.